# دانيلو لارانجييرا
دانيلو لارانجييرا (بالبرتغالية: Danilo Larangeira‏) (10 يونيو 1984 ساو برناردو دو كامبو البرازيل - ) هو لاعب كرة قدم برازيلي، يلعب كمدافع.

## روابط خارجية
- دانيلو لارانجييرا على موقع الاتحاد الأوربي (الإنجليزية)
- دانيلو لارانجييرا على موقع قاعدة بيانات كرة القدم.إي يو (الإنجليزية)
- دانيلو لارانجييرا على موقع بيانات كرة القدم. دي إي (الألمانية)
- دانيلو لارانجييرا على موقع Soccerbase.com (لاعب) (الإنجليزية)
- دانيلو لارانجييرا على موقع Soccerway.com (الإنجليزية)
- دانيلو لارانجييرا على موقع عالم كرة القدم.نت (الإنجليزية)
- دانيلو لارانجييرا على موقع AS.com (الإسبانية)